# Rally Islas Canarias - El Corte Inglés de 2014
El Rally Islas Canarias - El Corte Inglés 2014 fue la edición 38.ª y la primera ronda de la temporada 2014 del Campeonato de España de Rally. Se celebró del 29 al 30 de marzo y cuenta con un itinerario de doce tramos sobre asfalto que sumaban un total de 183,32 km cronometrados. La lista de inscritos estaba formada por cincuenta y tres pilotos entre los cuales destacan la presencia de Juha Kankkunen y Didier Auriol, ambos excampeones del mundo que participarán con sendos Citroën Xsara WRC. Dentro del certamen nacional destacan Xavi Pons, Miguel Ángel Fuster, Surhayen Pernía, Yeray Lemes y Esteban Vallín, entre otros y dentro del certamen canario hasta cuarenta y cinco pilotos entre los que se encuentran, Luis Monzón, Fernando Capdevila, Antonio Ponce o José María Ponce.
El ganador de la prueba fue Didier Auriol que se impuso en siete de los doce tramos disputados y lideró la prueba casi en su totalidad. En la clasificación "internacional" (automóviles no homologados por la RFEdeA) Sergio Vallejo con el Porsche 911 GT3 y José María Ponce con el BMW M3 fueron segundo y tercero respectivamente. En la categoría del Campeonato de España el ganador fue Enrique Cruz a los mandos de un Porsche 911 GT3, Yeray Lemes segundo con un Ferrari 360 Rally y Surhayen Pernía tercero con un Mitsubishi Lancer Evo X. Tanto Cruz como Lemes lograron el mismo resultado en la categoría del Campeonato Canario.
La prueba estuvo marcada por los numerosos abandonos. Miguel Ángel fue uno de los primeros en abandonar por avería en su motor tras disputar el shakedown. Posteriormente durante la carrera lo hicieron Xavi Pons por rotura en la caja de cambios, Juha Kankkunen por rotura del motor, Luis Monzón, Francisco Cima, entre otros.

## Itinerario
| Día   | Tramo | Nombre      | Distancia | Hora  | Ganador            | Tiempo  | Veloc. media | Líder rally        |
| ----- | ----- | ----------- | --------- | ----- | ------------------ | ------- | ------------ | ------------------ |
| Día 1 | SS1   | Teror       | 11,86 km  | 19:53 | Didier Auriol      | 7:24.5  | 96,1 km/h    | Didier Auriol      |
| Día 1 | SS2   | San Mateo   | 16,84 km  | 20:32 | Fernando Capdevila | 11:31.4 | 87,7 km/h    | Fernando Capdevila |
| Día 1 | SS3   | Telde       | 14,09 km  | 21:25 | Luis Monzón        | 8:33.0  | 98,88 km/h   | Fernando Capdevila |
| Día 2 | SS4   | Teror       | 11,86 km  | 07:00 | Didier Auriol      | 7:31.4  | 96,4 km/h    | Didier Auriol      |
| Día 2 | SS5   | San Mateo   | 16,84 km  | 08:27 | Didier Auriol      | 11:21.1 | 89,0 km/h    | Didier Auriol      |
| Día 2 | SS6   | Telde       | 14,09 km  | 09:20 | Didier Auriol      | 8:23.6  | 100,7 km/h   | Didier Auriol      |
| Día 2 | SS7   | Santa Lucía | 16,61 km  | 12:38 | Enrique Cruz       | 9:43.3  | 102,5 km/h   | Didier Auriol      |
| Día 2 | SS8   | Tejeda      | 16,88 km  | 13:19 | Didier Auriol      | 9:48.9  | 103,2 km/h   | Didier Auriol      |
| Día 2 | SS9   | Valleseco   | 15,38 km  | 13:58 | Didier Auriol      | 9:54.2  | 93,2 km/h    | Didier Auriol      |
| Día 2 | SS10  | Santa Lucía | 16,61 km  | 17:06 | Enrique Cruz       | 9:40.0  | 103,1 km/h   | Didier Auriol      |
| Día 2 | SS11  | Tejeda      | 16,88 km  | 17:47 | Enrique Cruz       | 9:51.0  | 102,8 km/h   | Didier Auriol      |
| Día 2 | SS12  | Valleseco   | 15:38 km  | 18:26 | Didier Auriol      | 9:55.2  | 93,0 km/h    | Didier Auriol      |

## Clasificación final
| Pos.                   | Piloto                 | Copiloto               | Automóvil               | Tiempo    | Diferencia | Puntos  |         |         |         |
| General                | General                | General                | General                 | General   | General    | General | General | General | General |
| ---------------------- | ---------------------- | ---------------------- | ----------------------- | --------- | ---------- | ------- | ------- | ------- | ------- |
| 1.                     | Didier Auriol          | Denis Giraudet         | Citroën Xsara WRC       | 1:54:01.5 | 0.0        |         |         |         |         |
| 2.                     | Enrique Cruz           | Ariday Bonilla         | Porsche 911 GT3         | 1:56:14.9 | +2:13.4    |         |         |         |         |
| 3.                     | Yeray Lemes            | Daniel Sosa            | Ferrari 360 Rally       | 1:56:26.9 | +2:25.4    |         |         |         |         |
| 4.                     | Sergio Vallejo         | Diego Vallejo          | Porsche 911 GT3         | 1:59:05.2 | +5:03.7    |         |         |         |         |
| 5.                     | José María Ponce       | Carlos Larrodé         | BMW M3                  | 2:00:27.7 | +6:26.2    |         |         |         |         |
| 6.                     | Surhayen Pernía        | Juan Luis García       | Mitsubishi Lancer Evo X | 2:00:28.7 | +6:27.2    |         |         |         |         |
| 7.                     | Miguel Ángel Quintino  | Carlos Javier García   | BMW M3                  | 2:07:29.8 | +13:28.3   |         |         |         |         |
| 8.                     | Esteban Vallín         | Borja Odrizola         | Opel Adam R2            | 2:07:54.0 | +13:52.5   |         |         |         |         |
| 9.                     | Ayoze Benítez          | Joel Francisco Benítez | Toyota Yaris T Sport    | 2:08:20.8 | +14:19.3   |         |         |         |         |
| 10.                    | Germán Santiago        | José Ángel Batista     | Toyota Yaris T Sport    | 2:09:00.4 | +14:58.9   |         |         |         |         |
| Campeonato de España   |                        |                        |                         |           |            |         |         |         |         |
| 1. (2.)                | Enrique Cruz           | Ariday Bonilla         | Porsche 911 GT3         | 1:56:14.9 | 0.0        | 52,5    |         |         |         |
| 2. (3.)                | Yeray Lemes            | Daniel Sosa            | Ferrari 360 Rally       | 1:56:26.9 | +12.0      | 45      |         |         |         |
| 3. (6.)                | Surhayen Pernía        | Juan Luis García       | Mitsubishi Lancer Evo X | 2:00:28.7 | +4:13.8    | 40,5    |         |         |         |
| 4. (8.)                | Esteban Vallín         | Borja Odrizola         | Opel Adam R2            | 2:07:54.0 | +11:39.1   | 37,5    |         |         |         |
| 5. (11.)               | Miguel Ángel Suárez    | José Antonio Pintor    | Mitsubishi Lancer Evo X | 2:09:29.2 | +13:14.3   | 34,5    |         |         |         |
| 6. (12.)               | Marcos González Espino | Borja Rozada           | Renault Mégane Coupé    | 2:10:15.1 | +14:00.2   | 31,5    |         |         |         |
| 7. (13.)               | Emma Falcón            | Rogelio Peñate         | Ford Fiesta R2          | 2:10:23.5 | +14:08.6   | 28,5    |         |         |         |
| 8. (14.)               | Pablo Suárez Ramos     | Yeray Mújica           | Ford Fiesta ST          | 2:14:32.1 | +18:17.2   | 25,5    |         |         |         |
| 9. (18.)               | Marco Lorenzo          | Nestor Gómez           | Ford Fiesta R2          | 2:20:19.0 | +24:04.1   | 22,5    |         |         |         |
| 10. (24.)              | Damián Suárez          | Xerach Quintana        | Peugeot 206 XS          | 2:27:50.0 | +31:35.1   | 19,5    |         |         |         |
| Campeonato de Canarias |                        |                        |                         |           |            |         |         |         |         |
| 1. (2.)                | Enrique Cruz           | Ariday Bonilla         | Porsche 911 GT3         | 1:56:14.9 | 0.0        |         |         |         |         |
| 2. (3.)                | Yeray Lemes            | Daniel Sosa            | Ferrari 360 Rally       | 1:56:26.9 | +12.0      |         |         |         |         |
| 3. (5.)                | José María Ponce       | Carlos Larrodé         | BMW M3                  | 2:00:27.7 | +4:12.8    |         |         |         |         |